# Каюмов, Альмир Измайлович
Альми́р Изма́йлович Каю́мов (30 декабря 1964, Москва — 7 августа 2013, Смоленск) — советский и российский футболист, впоследствии футбольный судья. Мастер спорта СССР (1986).

## Биография

### Карьера игрока
Играл на позиции защитника за московский «Спартак», СКА Ростов-на-Дону, «Ротор» Волгоград, КуПС из Финляндии, «Дэу» из Южной Кореи, тольяттинскую «Ладу», «Динамо-Газовик» Тюмень и «Нефтехимик» Нижнекамск.
В 1993 году выступал за мини-футбольный «Спартак» из Москвы.

### Судейская карьера
Судейскую карьеру начал в 1998 году. Матчи высшего дивизиона судил с 2004 года. Арбитр национальной категории.
В 2005 году в матче первого дивизиона «Луч-Энергия» Владивосток — «КАМАЗ» Набережные Челны (3:2) назначил 4 пенальти, 3 из которых в ворота гостей, и был дисквалифицирован пожизненно, но затем это решение было заменено на отстранение от судейства на месяц. В 2007 году был исключен из списка судей за ошибки, допущенные в предыдущем сезоне. В сезоне-2008 попал в пятерку лучших арбитров России.

### Личная жизнь
Сын Максим (р. 1990) — судья первой категории, обслуживает матчи ПФЛ.
По сообщениям СМИ, 9 ноября 2009 года Каюмов пытался выброситься из окна своей московской квартиры, после чего был госпитализирован в психоневрологическую больницу. Сам судья заявил, что лишь «решил подлечить нервишки» в специализированном медицинском учреждении.
7 августа 2013 года в 4:35 Каюмова сбила жёлтая «Газель» напротив дома 64 по улице Крупской в Смоленске, где в тот же день он должен был инспектировать матч Второго дивизиона между местным «Днепром» и «Знаменем Труда» из Орехово-Зуева. Каюмов получил черепно-мозговую травму, несовместимую с жизнью. Водитель с места происшествия скрылся.
Татарин по национальности, Каюмов был похоронен 8 августа по мусульманским обычаям на Даниловском кладбище в Москве. По версии следствия, причиной гибели Альмира Каюмова стало самоубийство — он сам бросился под колёса «Газели».

## Достижения
Спартак
- Чемпион СССР (1): 1987
- Обладатель Кубка Федерации футбола СССР (1): 1987
- Серебряный призёр чемпионата СССР (1): 1985
- Бронзовый призёр чемпионата СССР (1): 1986